# Surinam na Mistrzostwach Świata w Lekkoatletyce 2013
Surinam na Mistrzostwach Świata w Lekkoatletyce 2013 – reprezentacja Surinamu podczas czempionatu w Moskwie liczyła 1 zawodnika.

## Występy reprezentantów Surinamu
| Konkurencja            | Zawodnik      | Preeliminacje | Preeliminacje | Eliminacje | Eliminacje | Półfinał | Półfinał | Finał    | Finał   |
| Konkurencja            | Zawodnik      | Rezultat      | Pozycja       | Rezultat   | Pozycja    | Rezultat | Pozycja  | Rezultat | Pozycja |
| ---------------------- | ------------- | ------------- | ------------- | ---------- | ---------- | -------- | -------- | -------- | ------- |
| Bieg na 100 m mężczyzn | Ifrish Alberg | 10,70         | 10. q         | DNF        | DNF        | NQ       | NQ       | NQ       | NQ      |